# Iwan Nimczuk
Iwan Nimczuk (ur. 12 lutego 1891 w Dżurynie, zm. 1 maja 1956 w Edmonton) – ukraiński polityk i działacz społeczny, dziennikarz, członek rzeczywisty Towarzystwa Naukowego im. Szewczenki.
Absolwent Uniwersytetu Lwowskiego. W latach 1912–1914 współpracownik dziennika „Nowe Słowo” ze Lwowa, redaktor „Widrodżennia Ukrainy” (1918), oraz „Ukraińskiego Prapora” (1921–1923) w Wiedniu. Od 1925 redaktor „Diła”, w latach 1935–1939 członek trzyosobowego kolegium pełniącego funkcje redaktora naczelnego (obok Iwana Kedryn-Rudnyckiego i Wołodymyra Kuźmowycza), formalnym redaktorem naczelnym pozostawał Wasyl Mudry. Członek Centralnego Komitetu Ukraińskiego Zjednoczenia Narodowo-Demokratycznego.
Po agresji ZSRR na Polskę i okupacji Lwowa przez Armię Czerwoną, 26 września 1939 został aresztowany przez NKWD, do 13 maja 1941 więziony początkowo we Lwowie, następnie na Łubiance w Moskwie, uwolniony. W latach 1942–1944 był redaktorem lwowskiego oddziału „Krakiwśkich Wisti”.
Po wojnie na emigracji w zachodnich strefach okupacyjnych Niemiec (do 1948) i w Kanadzie. Pracował jako redaktor „Chrystianskoho Szliachu” (1946-1947) oraz „Ukrainskich Wistej” w Edmonton (od 1949).
Autor wielu artykułów i szkiców z dziedziny historii, kultury i statystyki oraz wspomnień (595 dniw sowieckim wiazniem).

## Wybrane prace
- 595 днів совєтським в’язнем, Торонто 1950